# Gulben (Kolkwitz)
Gulben, niedersorbisch Gołbin, ist ein Ortsteil der Gemeinde Kolkwitz im Landkreis Spree-Neiße (Brandenburg). Die ehemals selbständige Gemeinde wurde 1973 nach Kolkwitz eingemeindet und 1990 wieder ausgegliedert. Sie schloss sich aber 1993 erneut mit zehn anderen Gemeinden zur neuen Gemeinde Kolkwitz zusammen.

## Geographie

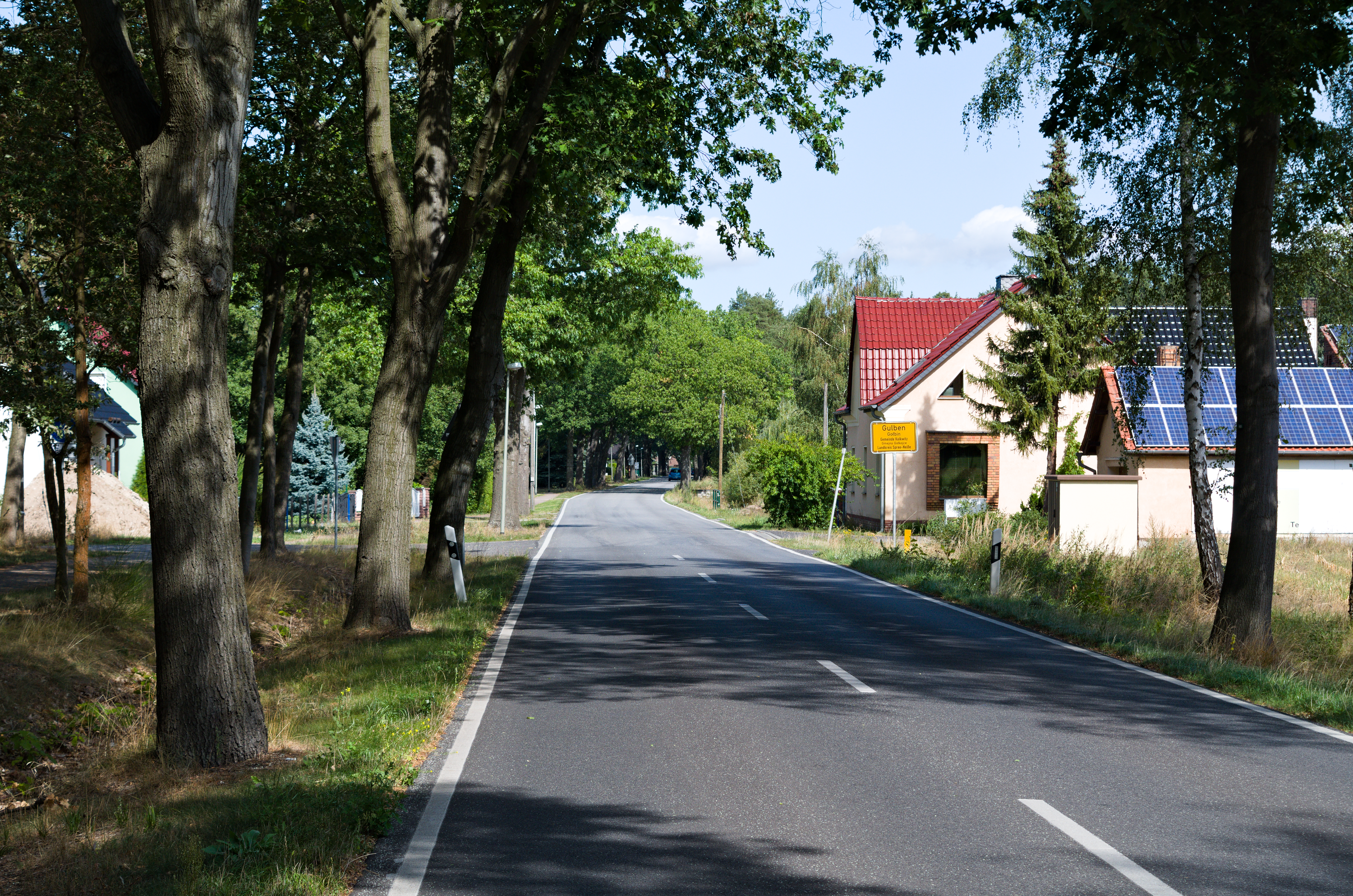
Südlicher Ortseingang

Gulben liegt rund sechs Kilometer nordwestlich der Innenstadt von Cottbus und drei Kilometer nördlich vom Kernort Kolkwitz entfernt. Die Gemarkung Gulben grenzt im Norden an die Gemarkung Briesen, im Nordosten an die Gemarkung Sielow, im Südosten an die Gemarkung Zahsow, im Süden an die Gemarkung Kolkwitz, im Südwesten an die Gemarkung Papitz und im Westen an die Gemarkung Werben (bzw. den ehemaligen Gutsbezirk Ruben). Durch den Ort hindurch führt die L 50, im Ortsbereich Gulbener Hauptstraße, von Briesen kommen weiter nach dem Kernort Kolkwitz. Zwei Stichstraßen führen vom Ort zur L 51, die weiter nach Cottbus verläuft. Der Ortskern liegt bei 61 m ü. NHN. Die Gemarkung zeigt wenig Morphologie zwischen höchsten und tiefsten Punkt liegen nur etwa fünf Meter.
Nennenswerte Gewässer sind im Bereich des Ortskerns der Gulbener Landgraben und der Dorfgraben Gulben sowie im Süden der Gemarkung die Rekeschina und der Brahmower Landgraben, der im Südwesten die Grenze des Ortsteils bildet.

## Geschichte
Gulben wurde 1414 erstmals urkundlich genannt. Der Name leitet sich von aso. *Goŀłubin(a) Ort, wo es Tauben gibt ab. Nach der Dorfstruktur war es eine „breite Gasse“.

### Besitzgeschichte
1414 verkaufte Hans Herr zu Cottbus unter dem Vorbehalt des Wiederkaufs fünfthalb (= 4½) Malter Hafer Malzzins und fünfthalb Schilling Zins gelegen in den Dörfern Schmellwitz und Gulben an den Ehrbaren Knecht Balthasar Wiltschkewitz für 90 Schock böhmische Groschen Prager Währung. Schmellwitz wurde später wieder zurückgekauft, Gulben blieb dagegen in Adelsbesitz bzw. im Besitz von Vasallen.
Nach den Kunstdenkmäler von 1938 sollen die von Lawaldt 1449 Zinsen in Gulben und der Dammmühle besessen haben. Am 19. November 1469 verlieh der brandenburgische Markgraf und Kurfürst Friedrich II. seinem Kammerknecht Hensel das Angefälle auf den Richter und drei Bauern in Gulben, falls der damalige Besitzer Hans Czincke ohne Erben sterben sollte.
Am 18. Oktober 1527 wurden die Brüder Nickel und Hans von Burschwitz nach dem Tode ihres Vaters gemeinsam mit Gulben belehnt. Nachdem Nickel 1543 ohne Leibeserben gestorben war, fiel Hans auch der Teil seines Bruders zu. Er war am 6. August 1543 mit ganz Gulben belehnt worden. Hans/Johann von Burschwitz verkaufte jedoch vor 1552 folgende Güter: das Dorf Sielow mit Vorwerken, Schäfereien, dem Kirchlehen, der Ober- und Niedergerichtsbarkeit und allen Zubehörungen; den vierten Teil am Dorf Babow samt Ober- und Niedergerichtsbarkeit und allen Zubehörungen; in den Dörfern Ströbitz, Klein Lieskow, Schmellwitz und Dissen etliche Abgaben und Hebungen; ein Haus und Hof zu Cottbus mit allen Freiheiten und Rechten sowie einen Bauern im Dorf Sielow an Heinrich von Muschwitz, der gemeinsam mit seinen Brüdern Melchior, Johann und Bernhard von Muschwitz damit belehnt wurde. Am 5. März 1552 erhielten Johann, Bernhard und Heinrich erneut die Belehnung mit diesen Güter durch Johann von Küstrin, nachdem ihr Bruder Melchior gestorben war. Mit dem Amtsantritt von Kurfürst Johann Georg erhielt er von diesem die Bestätigung seiner brandenburgischen Lehen. Am 30. September/10. Oktober 1578 wurde Nicoll von Burschwitz, der Sohn des Hans von Burschwitz, nach dem Wechsel in manu dominante (Tod Kaiser Maximilians) erneut mit Gulben belehnt. 1588 starb er ohne Leibeserben und Kaiser Karl V. zog Gulben als erledigtes Lehen ein. Er verlieh das Gut Gulben mit dem neu erbauten Rittersitz, Weinbergen, Vorwerken und Schäfereien am 15. April 1589 seinen beiden Kammerräten Nicol von Nostiz auf Dehsa und Paul von Liedlau auf Königshain. Doch die beiden Kammerräte waren im Grunde nicht an dem Gut interessiert, sondern wollten Geld sehen. Sie verkauften Gulben umgehend an Otto von Pannwitz auf Babow, der schon am 12. Mai 1589 mit Gulben belehnt wurde. In die Gesamte Hand aufgenommen waren seine Brüder Hans zu Hornow und Wolf zu Klein Oßnig. Doch auch Otto von Pannwitz behielt Gulben nicht lange, sondern veräußerte es an den kaiserlichen Rat und Landeshauptmann der Niederlausitz Hans von Schlieben auf Vetschau/Spreewald, der am 25. Juli 1598 den Lehnbrief erhielt. Hans von Schlieben starb 1601 und am 5. Mai 1601 erhielten seine Söhne Eustach und Hans Georg sowie die noch minderjährigen Christoph, Joachim, Kurt (oder Konrad) und Eitelhans einen gemeinsamen Lehnbrief über die väterlichen Güter, darunter auch Gulben. In der brüderlichen Teilung erhielt Kurt (Konrad) von Schlieben neben Weißagk und Suschow auch Gulben. Er verkaufte Gulben noch vor 1620 an Wolf von Pannwitz auf Klein Oßnig.
Wolf von Pannwitz war mit Anna von Ponickau verheiratet. Nach Houwald hatte das Paar sieben Töchter und zwei Söhne. Wolf (auch Wolf Ernst) starb im Dezember 1629 noch vor seinem Vater. Die beiden Söhne Valtin Nickel und Wolf Ernst waren zu diesem Zeitpunkt noch unmündig. Vormünder waren Siegmund von Pannwitz auf Wadelsdorf und Ernst von Zabeltitz auf Hänchen. Die Vormünder suchten am 20. November 1630 die Lehn für ihre Mündel nach und baten um Indult. Am 13. Februar 1631 erhielten sie den Lehnbrief über Gulben mit dem Rittersitz. Außerdem hatten Wolf von Pannwitz und Anna von Ponickau noch sieben oder acht Töchter.

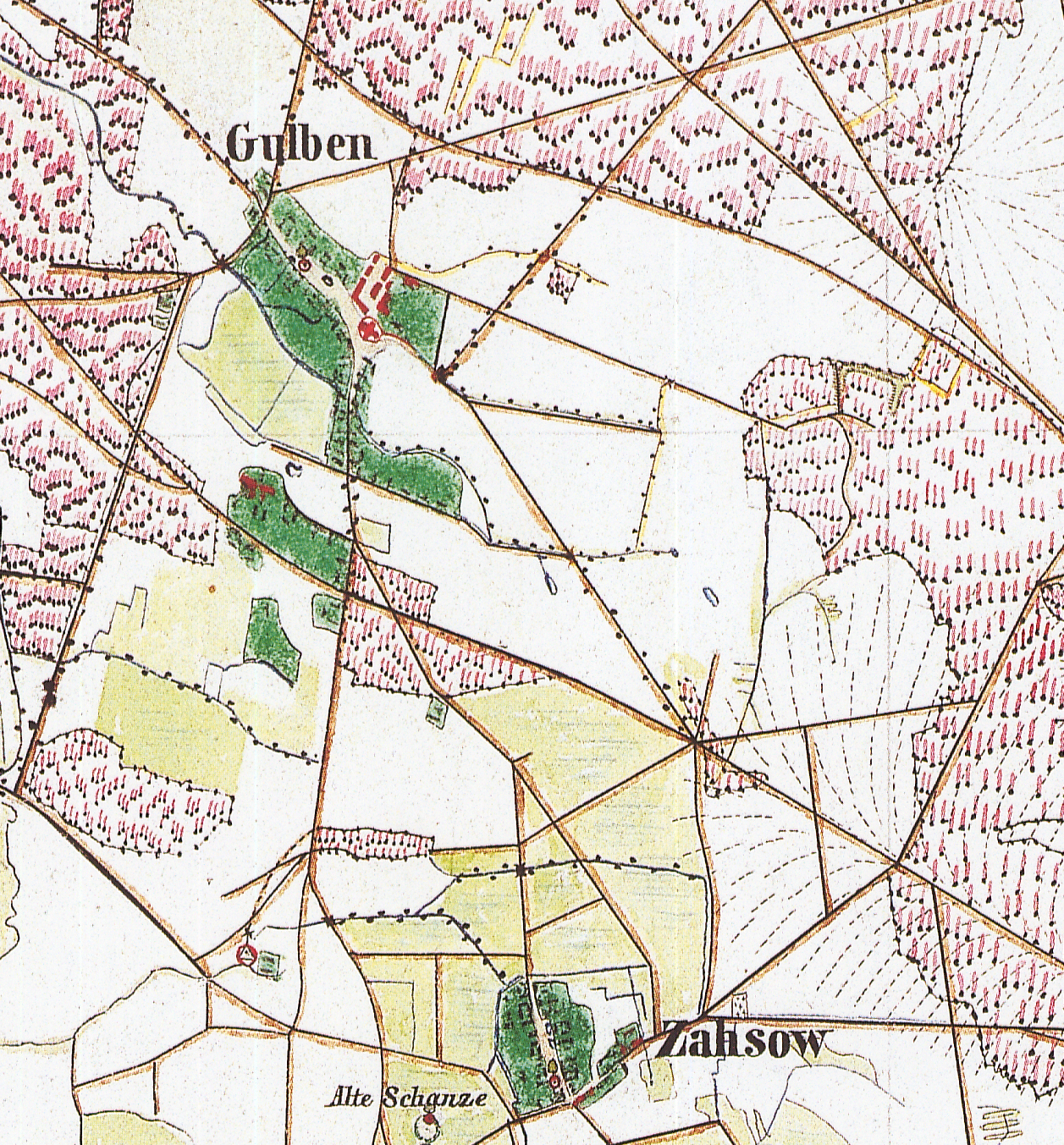
Gulben und Zahsow auf dem Urmesstischblatt 4251 Cottbus West von 1846

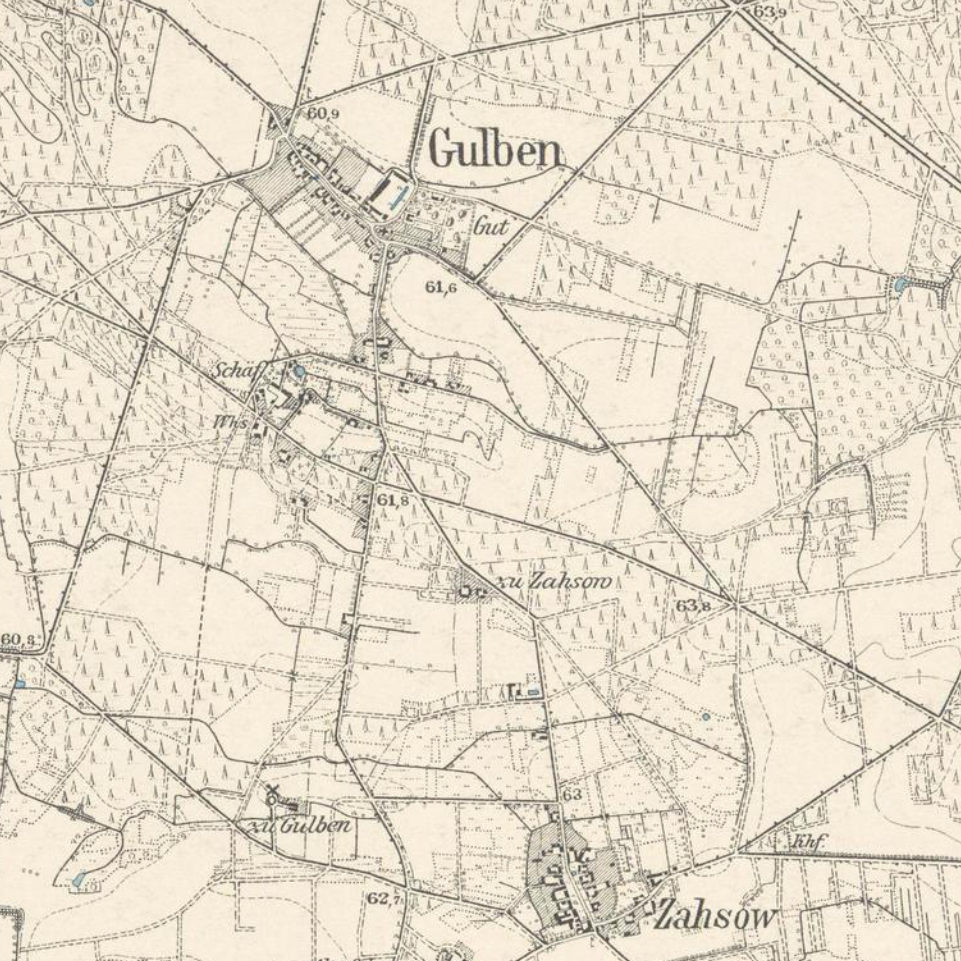
Gulben und Zahsow. Ausschnitt aus dem Messtischblatt 4251 Cottbus West von 1903

Später übernahm Valtin Nickel Gulben, Klein Gaglow, Klein Oßnig und Anteil Döbbrick allein. Er musste sich 1640 durch seine Mutter entschuldigen lassen, da er hart krank darniederlag. Seine Mutter leistete am 3. Juli 1643 den Lehnseid für ihn wegen Gulben und Klein Gaglow. Valtin Nickel war mit Barbara Sabine von Pannwitz, Tochter des Christian von Pannwitz auf Kathlow verheiratet. Um die Ausstattung für seine Schwestern finanzieren zu können, musste Valtin Nickel von Pannwitz auf Drängen seiner Schwäger Siegmund von Knobloch auf Trebatsch, Joachim Ludwig von Hobeck auf Sarkow, Hans Georg von Schütz auf Gießmannsdorf, Hans (Jochen) Otto von Stutterheim auf Laasow, Christoph Loth von Bomsdorf von Eulo, Christoph Ernst von Diepow auf Frehne und Hans Caspar von Muschwitz sein Gut Klein Gaglow an seinen Schwager Christoph Loth von Bomsdorf verkaufen. Der Kaufpreis betrug 5600 Taler, von dem er seinen Erbteil von 953 Talern 8 Groschen abziehen durfte. Doch auch dieser Verkauf reichte nicht aus um die drückende Schuldenlast abzubauen. Bald darauf wurde auch Gulben versteigert, das ebenfalls Christoph Loth von Bomsdorf erwarb. Nach dem Tod seiner Frau NN von Pannwitz ging er 1658 noch eine zweite Ehe mit Anna Sofie von Zabeltitz, Tochter des Hans von Zabeltitz auf Kackrow und der Elisabeth Sabine von Zabeltitz ein. Die Ehestiftung über ein Ehegeld von 1000 Talern datiert vom 15./25. Mai 1658. Nach dem Tod des Vaters teilten die beiden Söhne das väterliche Erbe. Carl Siegmund von Bomsdorf erhielt Gulben, Christoph Loth d. Jü. erhielt Klein Gaglow. Carl Siegmund von Bomsdorf war mit Joanna Margarethe von der Heyde verheiratet. Er verkaufte Gulben 1726 für 14.500 Taler an den königlich-preußischen Landrat Heinrich Wilhelm von Pannwitz auf Müschen.
Heinrich Wilhelm von Pannwitz wurde am 27. Februar 1678 in Babow als Sohn des Otto Heinrich von Pannwitz und der Margarethe Elisabeth von Wurmb geboren. Er war dreimal verheiratet. Aus den drei Ehen gingen zwölf Kinder hervor, darunter sieben Söhne, von denen aber nur zwei Otto Heinrich und Carl Wilhelm, das Erwachsenenalter erreichten. Nach dem Tod des Vaters Heinrich Wilhelm am 1. September 1749 übernahm Otto Heinrich Babow und Gulben. Carl Wilhelm hatte keine Kinder.
Otto Heinrich war mit der Juliane Charlotte von Schönfeldt, Tochter des Jobst Ernst von Schönfeldt auf Werben und der Juliane Sofie von Pfuel verheiratet. Das Paar hatte insgesamt 18 Kinder. Erbe von Babow und Gulben war Carl Wilhelm von Pannwitz (1743–1807), der am 7. September 1765 in communione mit seinen Brüdern mit Gulben belehnt wurde. Er erhielt auch das Dorf Babow. Seit 1767 war mit Sofie Luise von Schönfeldt (1740–1828) verheiratet. Die drei überlebenden Söhne des Paares traten zunächst in die königlich-preußische Armee ein. Zur Erinnerung sei gesagt, Babow war ein brandenburgisches Lehen, Gulben ein sächsisches Lehen. Der Sohn Ernst Heinrich stieg bis zum Stabsrittmeister auf und wurde nach seinem Abschied Landrat des Kreises Cottbus. Carl (* 1776) erschoss sich selber auf dem Rückzug von Feldzügen in Polen (1793–95) in der Nacht vom 17. auf den 18. Oktober 1795. Carl Wilhelm von Pannwitz starb 1807, Sofie Luise 1828.
Seit Februar 1807 (bis 1809) lebte Auguste Helene von Massow, geb. von Pannwitz, die Tante von Heinrich von Kleist im Gutshaus in Gulben. Sie war die Tochter des Otto Heinrich und Schwester des Carl Wilhelm von Pannwitz.
Der zweite Sohn Wilhelm Ludwig Theodor (* 1772) verließ die Armee als Stabskapitän und übernahm die Güter Babow und Gulben. Er heiratete 1802 Auguste von Kleist, die Tochter des Joachim Friedrich von Kleist und der Juliane Ulrike von Pannwitz. Die Tochter Caroline heiratete Carl von Gleissenberg, die übrigen drei Schwestern Auguste, Friederike und Germania heirateten drei Brüder derer von Schönfeldt aus Werben. Die Tochter Ottilie blieb anscheinend unverheiratet. Wilhelm Ludwig Theodor engagierte sich besonders für die Verbesserung der Landwirtschaft. Am 30. März 1849 traf ihn während eines Spaziergangs durch seine Felder der Schlag. Am Ort des Geschehens, 800 Meter von Gulben entfernt, am Weg nach Babow wurde später ein Gedenkstein gesetzt.
Erbe von Babow und Gulben wurde Wilhelm Maximilian Peter von Pannwitz, der einzige Sohn von Auguste von Kleist und des Wilhelm Ludwig Theodor. Er war nicht verheiratet und überließ 1850 Babow und Gulben seiner Schwester Friederike, die mit Bernhard von Schönfeldt verheiratet war. Die Ehe blieb kinderlos und so kamen Babow und Gulben an den ältesten Bruder von Bernhard, Wilhelm von Schönfeldt, der mit Auguste von Pannwitz verheiratet war. Berghaus gibt die Größe des Gutes (1852) mit insgesamt 2201 Morgen 107 Quadratruten an, davon 1319 Morgen 99 Quadratruten Acker und 803 Morgen 17 Quadratruten Forst. Besitzer: Bernhard von Schönfeldt.

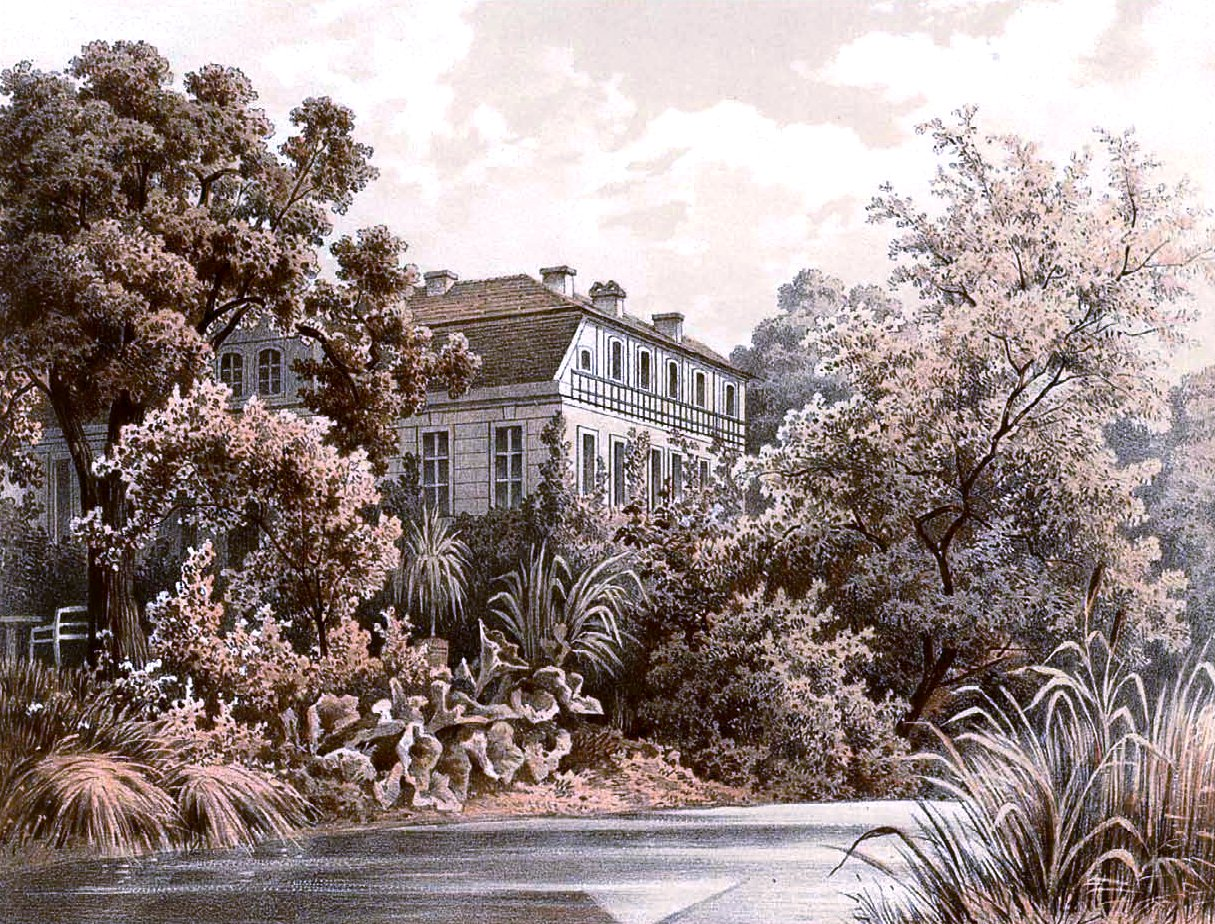
Gutshaus Gulben, um 1865 (Sammlung Duncker)

Nächster Besitzer von Babow und Gulben wurde deren ältester Sohn Otto von Schönfeldt (2. März 1843 – 18. Aug. 1910), der mit Isidore von Pannwitz aus dem Hause Wormlage verheiratet war. 1874 ließ Otto von Schönfeldt das Gut von Leutnant a. D. von Klinguth administrieren. Das Generaladressbuch von 1879 gibt die Größe des Rittergutes mit 532,35 ha Gesamtgröße an, davon 275,90 ha Acker, 20,59 ha Wiesen, 11,27 ha Hutung und 224,59 ha Forst. Der Grundsteuer-Reinertrag betrug 2979,67 Mark. 1885 ließ Otto von Schönfeldt das Rittergut Gulben von einem Inspektor Pfund administrieren. Für den Forst war ein Förster namens Duch zuständig. Schwerpunkt der Wirtschaft war die Milchwirtschaft und auch die Schafzucht mit Rambouillet-Schafen. Das Handbuch des Grundbesitzes im Deutschen Reiche von 1903 gibt die Größe nun mit 540,75 ha an, 212,5 ha Acker, 15 ha Wiesen, 10 ha Hutung und 288,25 Forst und 15 ha Unland. 1907 war das Gut in einzelnen Parzellen verpachtet. 1914 war Wilhelm von Schönfeldt Besitzer von Gulben. Die Flächen waren nun teilweise einzeln verpachtet. Wilhelm von Schönfeldt war mit Hildegard Schloemilch verheiratet, die nach seinem Tod in zweiter Ehe den Major a. D. Hugo Meisner heiratete. Für 1921 nennt das Handbuch des Grundbesitzes im Deutschen Reiche. Provinz Brandenburg Erich und Heinz von Schönfeldt als Besitzer des Rittergutes Gulben. 1923 ist als Besitz ein Major a. D. Meisner genannt. 1929 sind wiederum die Gebrüder von Schönfeldt als Besitzer aufgeführt. Nach Houwald hatte Erich von Schönfeldt Gulben übernommen, während Hildegard Meisner verw. von Schönfeldt und ihr Mann Babow behielten. Beide Güter wurde nach 1945 enteignet. Heinz von Schönfeldt-Gulben hatte zu Beginn des Jahres Christa von Schönfeldt-Werben, geborene von Frankenberg und Proschlitz, geheiratet und machte später eine Karriere bei der Bundeswehr. Des Weiteren war Schönfeldt-Gulben Ehrenvorsitzender des Familienverbandes, welcher 1912 gegründet regelmäßig Familientage abhält.

### Dorfgeschichte
Der Dreißigjährige Krieg brachte für Gulben schwere Bevölkerungsverluste. Allein im Jahr 1632 starben 62 Gulbener an der Pest.
1708 wohnten im Ort 14 Kossäten. 1714 hatte der 1.000 Gulden Schatzung. Für 1723 werden neun Kossäten genannt. 1755 hatte der Ort 127 Einwohner. Die durchschnittliche Ernte betrug in Dresdner Scheffeln 361 Scheffel Korn, 20 Scheffel Weizen, 49 Scheffel Gerste, 60 Scheffel Hafer, 4 1⁄16 Scheffel Erbsen, 23¼ Scheffel Heidekorn und 11 Scheffel Lein. 1818 gab es eine Schäferei und eine Windmühle im Ort. Die Schäferei lag im Bereich des heutigen Bäckerweges. Die Windmühle lag knapp 1,7 Kilometer südlich des Ortskern etwas westlich der heutigen L 50 auf Höhe von Zahsow (etwa hier ). Sie ist heute völlig verschwunden.
In der sächsischen Zeit fanden von 1780 bis 1807 bedeutende Märkte in Gulben statt. Wahrscheinlich war schon um 1800 eine Schule in Gulben vorhanden. Für das Jahr 1818 werden 38 Feuerstellen im Dorf vermeldet, bei 236 Einwohnern. Bei der Gulbener Windmühle war eine Feuerstelle, der Müller mit seiner Familie, 6 Personen, wohnte bei der Mühle. Die Gulbener Schäferei war bewohnt (1 Feuerstelle) und hatte 6 Einwohner. 1840 wohnten 14 Kossäten im Dorf. Es gab bereits 46 Wohngebäude. 1850 waren noch 93 % der Bevölkerung wendischsprachig. 1858 wanderten sieben Erwachsene mit zwei Kindern nach Australien aus.

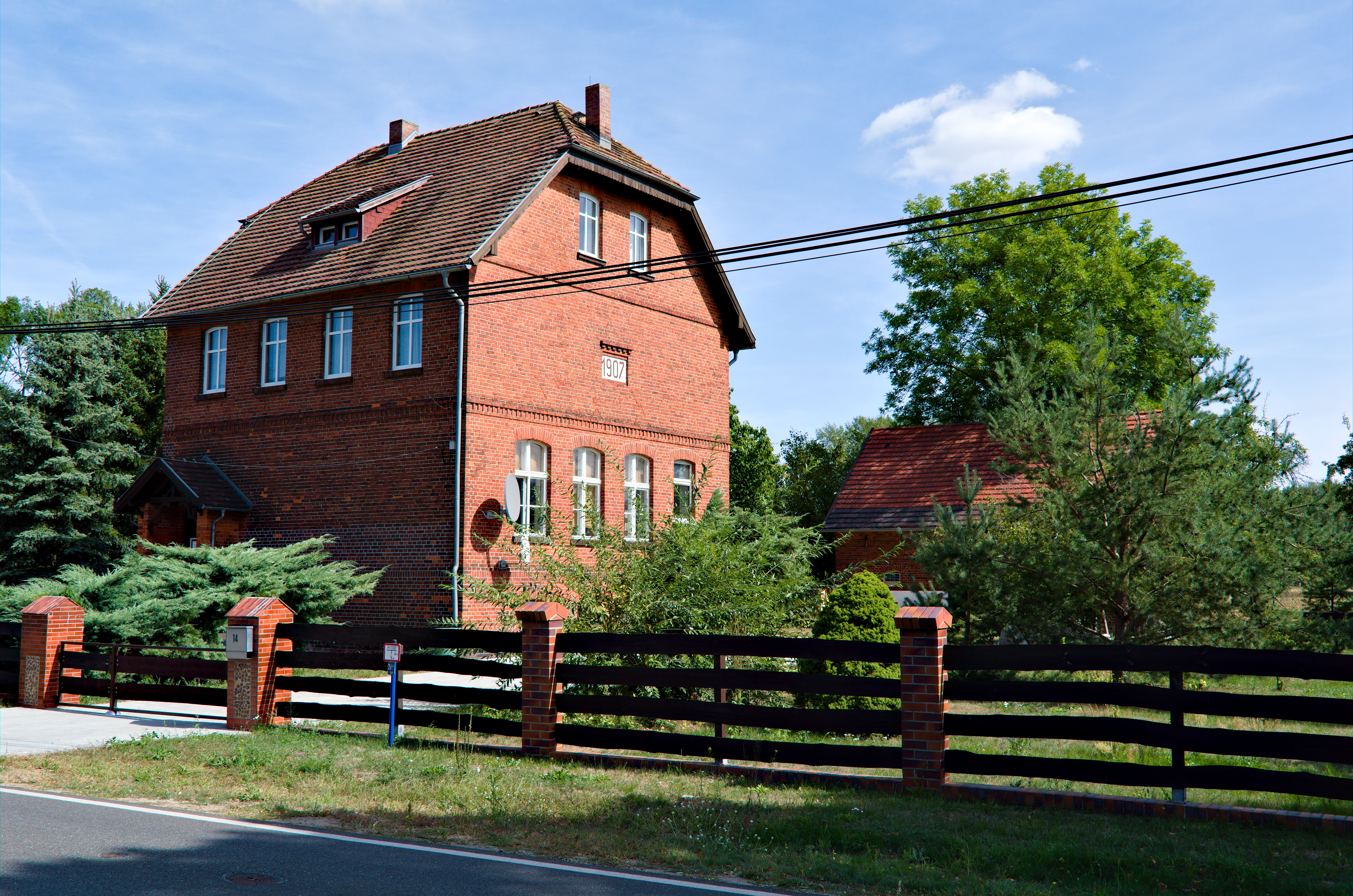
Die 1907/08 gebaute Dorfschule

Bis 1864 war der Ort leicht geschrumpft. Es wurden nur noch 45 Wohngebäude und 296 Einwohner gezählt. Windmühle und eine ausgebaute Schäferei waren weiterhin vorhanden. 1908 wurde eine neue Schule in Gulben erbaut. Nach dem Zweiten Weltkrieg wurde das Gut der von Schönfeldt enteignet. In Gulben entstand in den 1950er Jahren die LPG Heideland.
| Jahr 1818     | 1840 | 1852 | 1864 | 1875 | 1890 | 1910 | 1925 | 1939 | 1946 | 1950 | 1964 | 1971 | 1981 | 1991 |
| Einwohner 248 | 303  | 308  | 296  | 277  | 325  | 299  | 299  | 285  | 373  | 430  | 324  | 312  | –    | 214  |

### Kommunalpolitische Geschichte
Gulben gehörte vor 1815 zum Calauischen Kreis der sächsischen Niederlausitz. Der Ort bildete lange Zeit eine sächsische Exklave, die zu allen Seiten von der kurfürstlich-brandenburgischen und später preußischen Herrschaft Cottbus umgeben war. Nach dem Wiener Kongress musste das Königreich Sachsen die Niederlausitz an Preußen abtreten. In der folgenden Kreisreform kam Gulben zum Kreis Cottbus in der Provinz Brandenburg. Es blieb auch über die Kreisreformen von 1950 und 1952 in der damaligen Deutschen Demokratischen Republik hinweg im Kreis Cottbus, der 1954 mit der Herauslösung der Stadt Cottbus (als Stadtkreis) in Kreis Cottbus-Land umbenannt wurde. Nach der Wende ging dieser Kreis 1993 im Landkreis Spree-Neiße auf.
1874 wurden Amtsbezirke in Preußen gebildet. Gulben wurde namengebend für den Amtsbezirk 20 Gulben. Amtsvorsteher wurde Otto von Schönfeldt, sein Stellvertreter sein Administrator Klinguth.
Um 1900 hatte der Gemeindebezirk 110 ha, der Gutsbezirk 552 ha. 1928 wurden Gemeinde- und Gutsbezirk zur Gemeinde Gulben vereinigt. Zum 10. Januar 1973 wurde Gulben nach Kolkwitz eingemeindet. Zum 1. Mai 1990 wurde Gulben jedoch aus Kolkwitz wieder ausgegliedert. Zum 6. Dezember 1993 schlossen sich elf Gemeinden, darunter auch Gulben zur neuen Gemeinde Kolkwitz zusammen. Seither ist Gulben ein Ortsteil der (Groß-)Gemeinde Kolkwitz. Im Ortsteil wird ein Ortsbeirat bestehend aus drei Mitgliedern gewählt. Ortsvorsteherin ist Astrid Schramm, ihre Stellvertreter sind Marcus Lindow und Hein Fennes (Stand 2024).

## Kirchliche Geschichte
Gulben war seit 1575 Tochterkirche von Kolkwitz, so auch 1820, 1864 und 1930. Im Jahr 1623 wurde eine Gutskirche gebaut. Diese wurde 1798 auf Wunsch des Gutsbesitzers abgerissen und durch einen Neubau ersetzt. Heute gehört Gulben zur Kirchengemeinde Kolkwitz-Gulben im Kirchenkreis Cottbus der Evangelischen Kirche Berlin-Brandenburg-schlesische Oberlausitz.

## Denkmale und Sehenswürdigkeiten

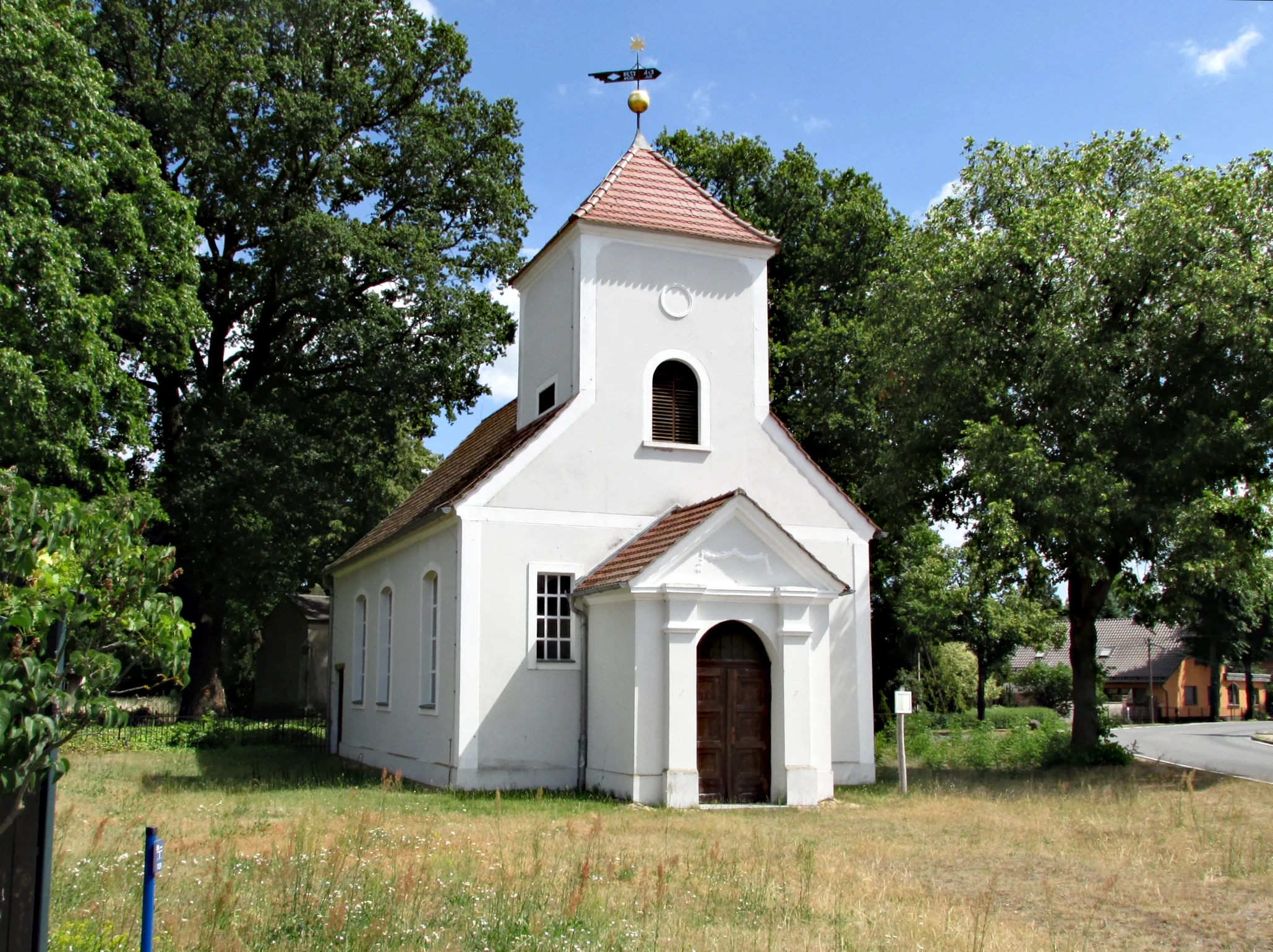
Dorfkirche

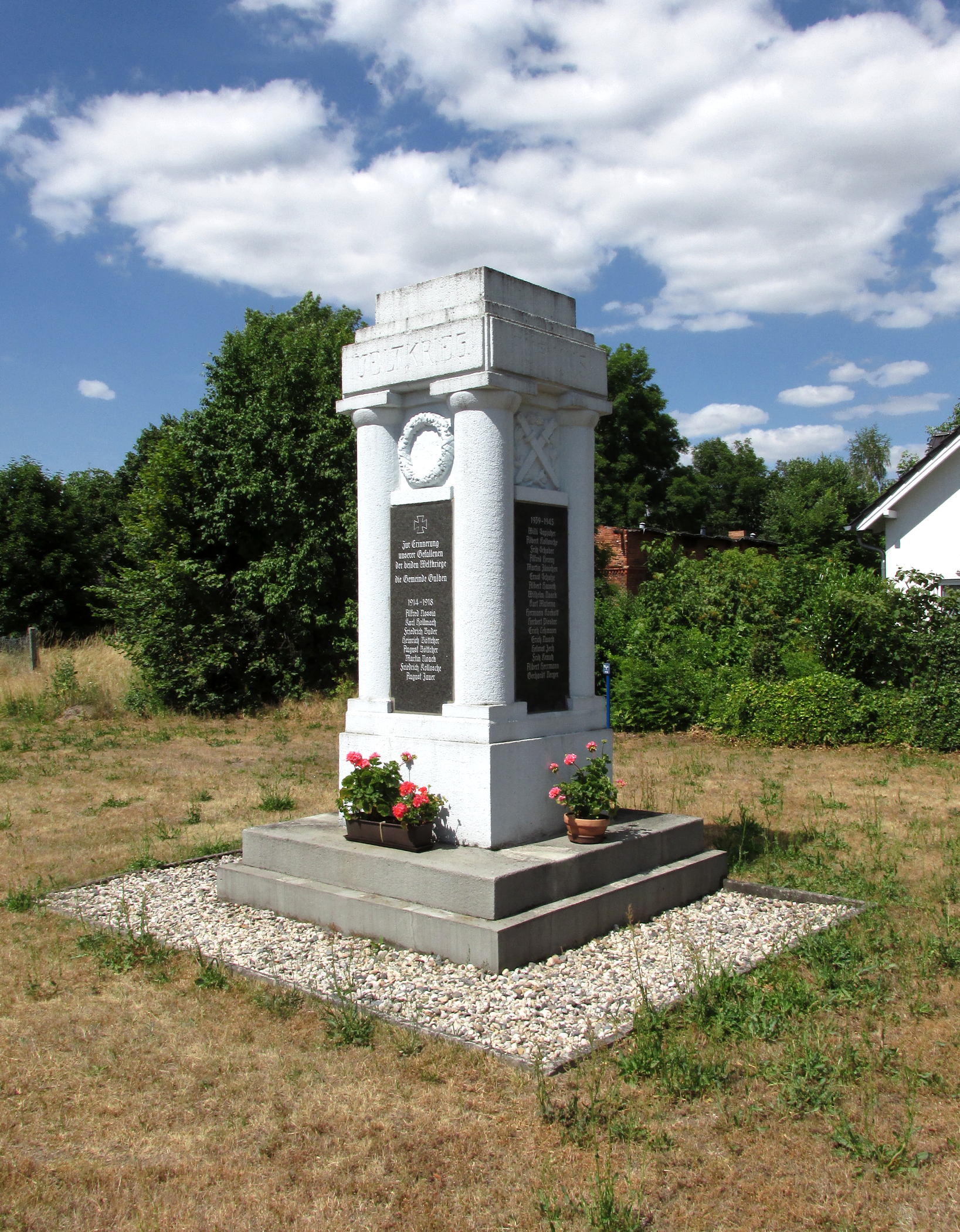
Gefallenendenkmal für beide Weltkriege

Die Denkmalliste des Landes Brandenburg für den Landkreis Spree-Neiße verzeichnet folgende Bau- und Bodendenkmale:

### Baudenkmale
- Nr. 09125372 An den Eichen 6: Gutshaus mit Gutspark und Erbbegräbnis
- Nr. 09125371 Gulbener Hauptstraße: Dorfkirche

Das Gutshaus wurde trotz Denkmalschutz 2011 abgerissen.

### Bodendenkmale
Auf der Gemarkung Gulben wurden bisher zahlreiche Bodendenkmale entdeckt.
- Nr. 120182 Flur 1: ein Gräberfeld der Bronzezeit
- Nr. 120183 Flur 1: eine Siedlung der Urgeschichte, eine Siedlung der römischen Kaiserzeit, eine Siedlung des slawischen Mittelalters
- Nr. 120184 Flur 1: eine Siedlung des slawischen Mittelalter, eine Siedlung der Bronzezeit, eine Siedlung der Eisenzeit
- Nr. 120185 Flur 1: eine Siedlung des slawischen Mittelalter
- Nr. 120186 Flur 1: eine Siedlung der Bronzezeit, eine Siedlung der Eisenzeit
- Nr. 120187 Flur 1: eine Siedlung der Bronzezeit, eine Siedlung des slawischen Mittelalter
- Nr. 120188 Flur 1: eine Siedlung der Bronzezeit, eine Siedlung der Eisenzeit, eine Siedlung des slawischen Mittelalter
- Nr. 120189 Flur 1: eine Siedlung der Bronzezeit, eine Siedlung der Eisenzeit
- Nr. 120190 Flur 2: eine Siedlung des slawischen Mittelalter
- Nr. 120193 Flur 1: eine Siedlung des slawischen Mittelalter
- Nr. 120194 Flur 1: eine Siedlung des slawischen Mittelalter
- Nr. 120195 Flur 2: ein Rast- und Werkplatz der Steinzeit
- Nr. 120196 Flur 2: eine Siedlung der Bronzezeit, eine Siedlung der Eisenzeit
- Nr. 120197 Flur 1: Kirche der Neuzeit, Friedhof der Neuzeit, Dorfkern der Neuzeit, Friedhof des deutschen Mittelalter, Turmhügel der Neuzeit, Kirche des deutschen Mittelalter, Turmhügel des deutschen Mittelalter, Dorfkern des deutschen Mittelalter

## Vereine und Kultur

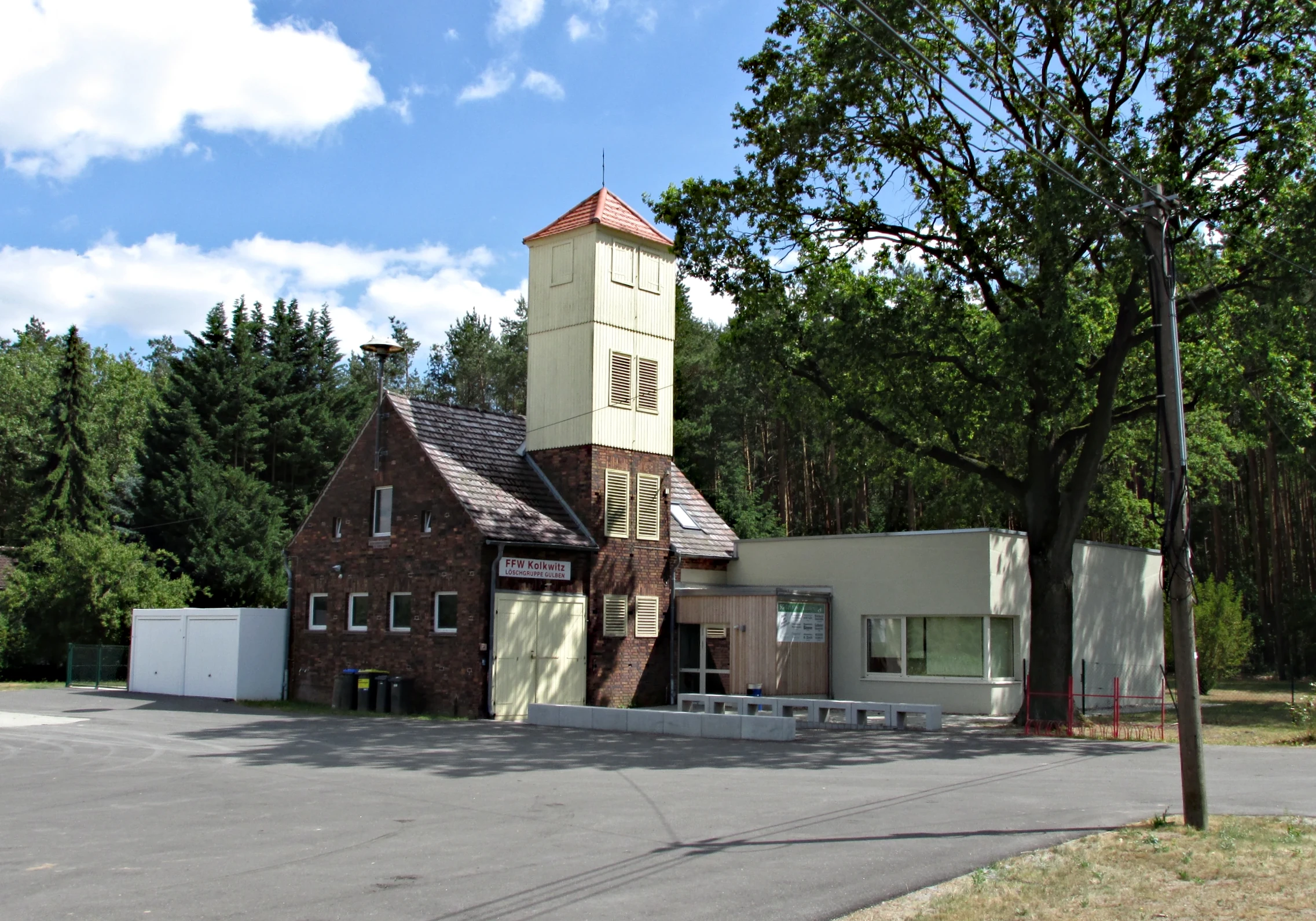
Löschgruppe Gulben/Zahsow

In Gulben herrscht ein reges Vereins- und Gesellschaftsleben.
- Sportverein „Teutonia“. Er ist der älteste Verein Gulbens und wurde 1920 gegründet.[28] Er hat auch eine Billardabteilung.
- Freiwillige Feuerwehr Löschgruppe Gulben
- Sportgemeinschaft Gulben
- Jagdgenossenschaft Gulben-Zahsow
- Interessengemeinschaft Häkeln & Stricken Gulben
- Interessengemeinschaft Fußball Gulben
- Dorfclub Gulben
- Domowina-Ortsgruppe Gulben

Früher gab es noch den 1920 gegründeten Radfahrverein Triumph Gulben.